# My Special Tatay
My Special Tatay (en Hispanoamérica: Un corazón especial) es una serie de televisión filipina transmitida por GMA Network desde el 3 de septiembre de 2018 hasta el 29 de marzo de 2019. 
Está protagonizada por Ken Chan junto a Arra San Agustín, con la participación antagónica de Teresa Loyzaga y Bruno Gabriel. Cuenta además con las actuaciones estelares de Lilet, Candy Pangilinan, Jestoni Alarcon, Carmen Soriano y Jillian Ward. 

## Sinopsis
Boyet, un joven con discapacidad intelectual leve que tiene una vida tranquila y sencilla con su madre, cambiará cuando descubran que tiene un hijo. A pesar de su estado de vida y la condición de Boyet, cuidarán al niño junto con la ayuda de la tía Chona y la amiga de la infancia de Boyet, Carol.

## Elenco

### Elenco principal
- Ken Chan como Roberto "Boyet" M. Villaroman  (Protagonista)
- Jestoni Alarcon como Edgardo "Edgar" Villaroman +
- Teresa Loyzaga como Olivia "Via" Salcedo viuda de Villaroman  (Antagonista Principal)
- Lilet como Marissa "Isay" Mariano
- Carmen Soriano como Soledad Villaroman
- Jillian Ward como Odette S. Villaroman
- Candy Pangilinan como Chona "Chong" Mariano
- Arra San Agustín como Carolina "Carol" Flores
- Bruno Gabriel como Orville S. Villaroman (Antagonista)

### Elenco de invitados
- John Kenneth Giducos como Derick "Dekdek" Ocampo
- Phytos Ramirez como Jeff
- Cheska Diaz como Sheila Flores
- Barbara Miguel como Cindy Flores
- Rubi Rubi como Divine
- Matt Evans como Edgar (joven)
- Valeen Montenegro como Olivia (joven)
- Empress Schuck como Isay (joven)
- Ashley Rivera como Chona (joven)
- Dominic Roco como Peter Flores
- Elle Ramirez como Sheila (joven)
- Soliman Cruz como Bernardo "Obet" Mariano +
- Kyle Ocampo como Eunice
- Johnny Revilla como Faustino Salcedo + (Antagonista)
- Lito Legaspi como Jaime Villaroman + (Antagonista)
- Bembol Roco como Stefano Palomares
- Bryce Eusebio como Boyet (adolescente)
- Euwenn Aleta como Boyet y Angelo L. Villaroman (joven)
- Dayara Shane como Carol (adolescente)
- Rita Daniela como Susan "Aubrey" P. Labrador-Villaroman
- Mikoy Morales como Joselito "Ote" Mendiola
- Jhoana Marie Tan como Britney
- Jazz Ocampo como Erika
- Kristine Abbey como Annie
- Joemarie Nielsen como Bert
- Cyruzz King como Paeng
- Angeli Bayani como Myrna Palomares vda. de Labrador (Antagonista)
- ER Villa como Angelo L. Villaroman (bebé)
- Arny Ross como Monique Roque
- Agimat Maguigad, Cajo Tan, Clint Limbas, JR Palero y Rommel Calupitan como The Katambays
- Alchris Galura como Joel Dimaano (Antagonista)
- Jon Romano como Rudy Flores
- Kiel Rodriguez como Dan
- Bernard Vios como Xander
- Frances Makil-Ignacio como Mamita
- Ayra Mariano como Anna
- Tonio Quiazon como Anton (Antagonista)
- Lou Veloso como Miong
- Martin del Rosario como Garry "Gardo" Guzmán
- Jervi Cajarop como Bogart

## Emisión internacional
- TC Televisión
- Color Visión (2020, 2021)
- Tele Antillas Canal 2 (2023)
- La Red (2023)
- ATV (2025)